# Ferdinand Isaac de Rovéréa
Ferdinand Isaac de Rovéréa (Vevey, 10 febbraio 1763 – Baveno, 8 agosto 1829) è stato un militare svizzero controrivoluzionario.

## Biografia
Nel febbraio 1798 Rovéréa costituì una "Légion fidèle" di 600 uomini per difendere Berna dall'influenza rivoluzionaria francese. Il 4 marzo le truppe francesi presero la città di Berna e Rovéréa partecipò alla lotta vicino a Nidau il 5 marzo. Fu catturato tre giorni dopo sulle rive della Thielle.
Esiliato in Germania, nel 1799 costituì un reggimento di emigrati svizzeri, composto da quattordici compagnie tra cui due società di caccia.
Dopo il suo ritorno in Svizzera nel 1801, divenne uno dei capi del partito aristocratico del Canton Vaud.

## Opere di Ferdinand Isaac de Rovéréa
- Précis de la Révolution de la Suisse, de Berne en particulier, aprile 1798.
- (postumo) Mémoires de F. de Rovéréa, colonel d'un régiment de son nom, à la solde de Sa Majesté britannique, Stämpfli, Berna, 1848.
  - primo volume: 10 febbraio 1763 - settembre 1798
  - secondo volume: settembre 1798 - maggio 1800.
  - terzo volume: maggio 1800 - diciembre 1810
  - quarto volume: diciembre 1810 - diciembre 1815